# Fudbalski klub Sporting (Beograd)
Fudbalski klub Sporting je srpski fudbalski klub, sa sedištem u Beogradu. Uspešno se takmiči od 2010. godine u tri domaće lige: Mini maxi liga, Fer play liga i Dragan Mance liga. Treninzi kluba se odvijaju na tri lokacije u salama OŠ Jovan Sterija Popović, OŠ Milan Rakić i OŠ Ivan Gundulić. Specijalizovan je za rad sa decom uzrasta od 5 do 10 godina.

## Istorijat
Fudbalski klub Sporting (Beograd) osnovan je 30. novembra 2010 godine. Klub su osnovali Dejan Krtalić i Nikola Puača, profesori fizičkog vaspitanja i fudbalski treneri. Do današnjih dana kroz školu fudbala prošlo je preko 500 dečaka. Neki od njih već nastupaju u seniorskim ekipama širom Srbije. Od samog osnivanja klub su trenirali Dejan Krtalić i Nikola Puača, u klubu su takođe radili Vladimir Minić, Darko Dušanov, Uroš Šuljagić, Stefan Ilić.

### Uspesi kluba
Kao najveći uspeh kluba smatra se finale međunarodnog turnira Silver kup 3. maja 2015. godine sa generacijom 2006. godište.